# Naprumi
Naprumi ist eine zu den Herzkirschen gehörende rote Sorte der Süßkirschen. 

## Herkunft
Die Sorte wurde von Hans Mihatsch in der Obstbauversuchsanstalt in Pillnitz aus den Sorten Hedelfinger Riesenkirsche und Souvenir de Charmes herausgekreutzt. 

## Frucht
Die Frucht ist mittelgroß und rundlich. Die feste Haut ist in der Vollreife glänzend dunkelrot. Das mittelfeste Fruchtfleisch hat einen sehr hohen Saftgehalt ist süß und aromatisch würzig.  Sie hat eine hohe Platzfestigkeit und reift in der 2. bis 3. Kirschwoche und ist leicht pflückbar. 

## Baum
Der Baum ist starkwüchsig mit fast waagrechten Leitästen und breitkugeliger Krone. Die Sorte ist selbststeril und braucht einen Befruchtungspartner. Geeignet ist Kassins Frühe. Er blüht früh bis mittelfrüh und hat einen hohen und regelmäßigen Ertrag.